# Cathay Pacific

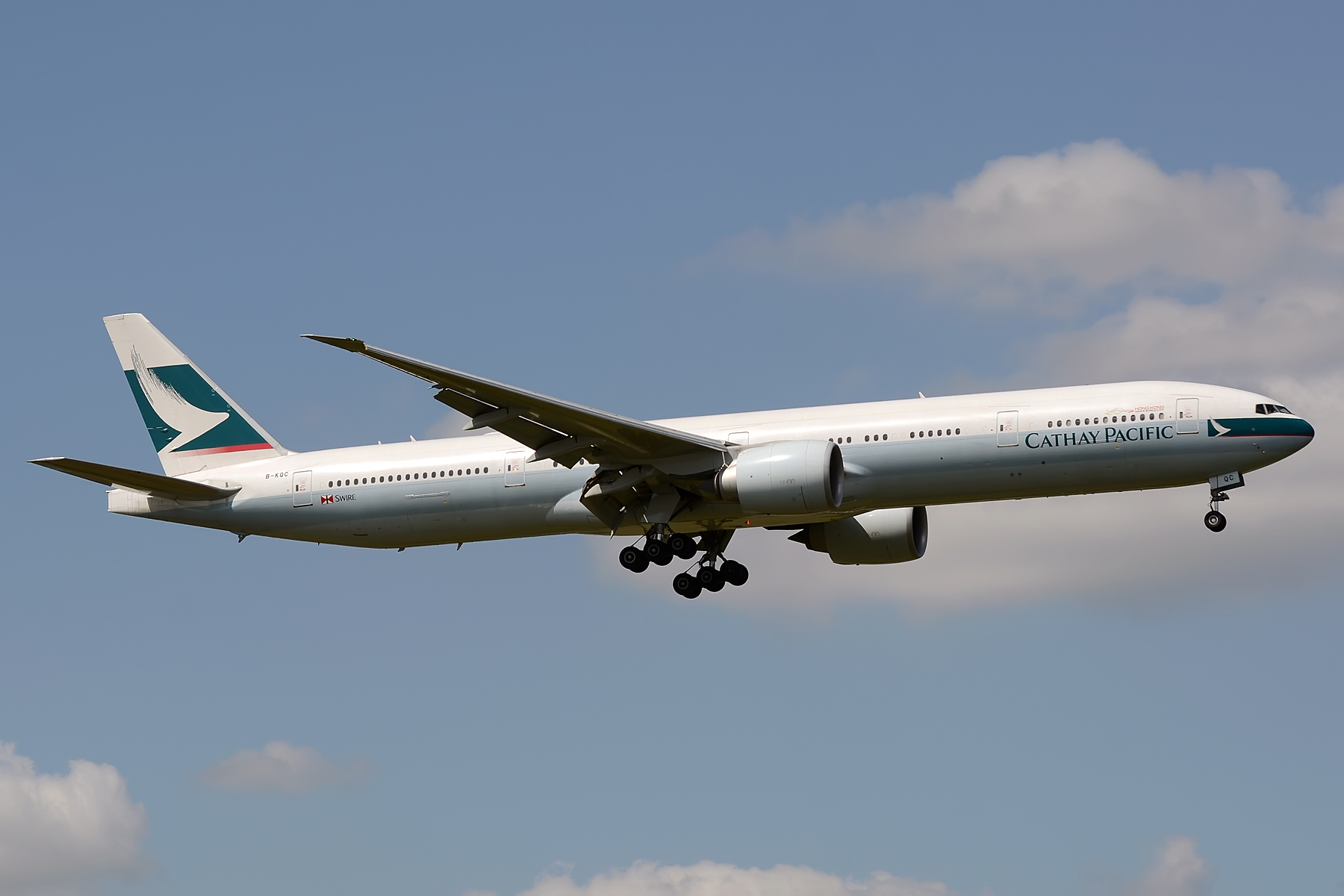
Boeing 777-300ER w barwach Cathay Pacific

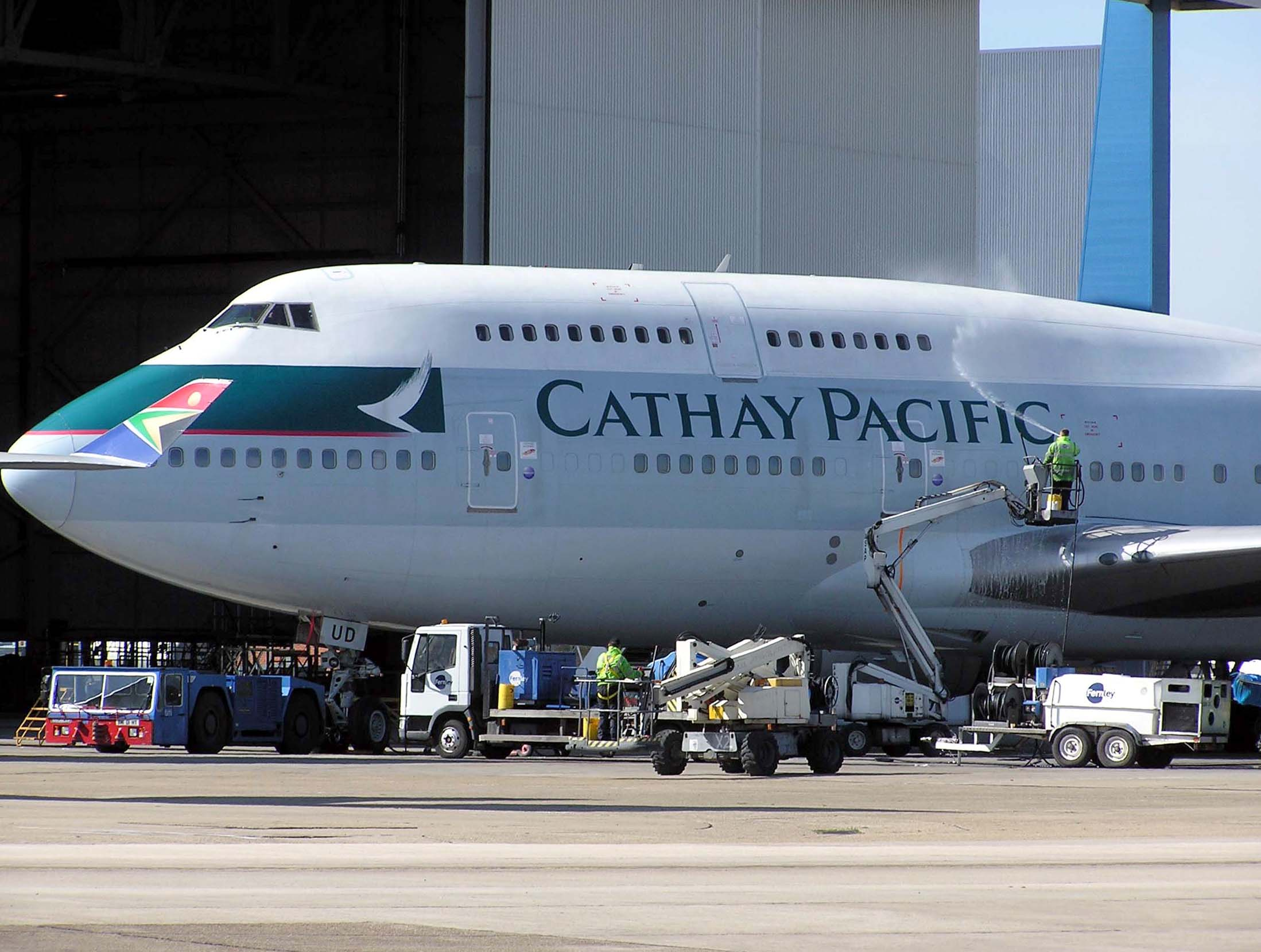

Cathay Pacific Airlines (chiń. 國泰航空; pinyin Guótài Hángkōng) – czołowe linie lotnicze Hongkongu z siedzibą i główną bazą w międzynarodowym porcie lotniczym Hongkong. Linie obsługują loty pasażerskie i cargo pomiędzy 117 lotniskami w 37 krajach, za pomocą floty składającej się ze 126 szerokokadłubowych samolotów. Ponadto Cathay Pacific jest właścicielem, powstałej w 1985 r., regionalnej linii Dragonair, z którą w 2009 przewiozły prawie 25 mln pasażerów i ponad 1,5 mln ton cargo. Głównymi udziałowcami linii są Swire Pacific i Air China. Współzałożyciel i członek sojuszu Oneworld.
Nazwa Cathay pochodzi od Kataj (średniowiecznej nazwy Chin) oraz Pacyfiku, ponieważ założyciele chcieli dokonać przelotu nad oceanem, co nastąpiło w 1970. Chińska nazwa linii „國泰” (Guótài) oznacza „Wspaniałe państwo”.
W rankingu Skytraxu w 2009 Cathay otrzymały tytuł Linii Lotniczych Roku, a w 2010 zdobyły pierwsze miejsce w kategorii Best Airline – Transpacific. W klasyfikacji tej samej organizacji – Cathay Pacific otrzymały tytuł 5 Star Airline.

## Historia

### Powstanie
Amerykanin Roy C. Farrell i Australijczyk Sydney H. de Kantzow, byli piloci wojskowi, założyli Cathay Pacific 24 września 1946. Początkowo główna siedziba linii znajdowała się w Szanghaju, następnie zostały przeniesione do Hongkongu, gdzie formalnie rozpoczęły działalność. Pierwsze połączenia ustanowiono pomiędzy Hongkongiem a Manilą, Singapurem i Szanghajem. Po dwóch latach jedna firma Butterfield & Swire, która później zmieniła nazwę na Swire Group, wykupiła 45% udziałów, linie Australian National Airways – 35%, a Farrell i de Kantzow wzięli po 10% każdy. W 1948 zarejestrowano nową spółkę jako Cathay Pacific Ltd. Później Swire nabył 52% udziałów i do dziś jest wciąż właścicielem 40%.

### Lata 60., 70. i 80.
Pomiędzy 1962 a 1967 wyniki Cathay Pacific rosły średnio 20% rocznie. Uruchomiono połączenia do Japonii (Fukuoka, Nagoja i Osaka).
W 1964 roku linie przewiozły milion pasażerów i zakupiły pierwszy odrzutowiec – Convair 880. W 1970 uruchomiły skomputeryzowany system rezerwacji i symulatory lotu.
W latach 70. XX wieku uruchomiono loty do: Vancouver, Brisbane, Frankfurtu, Amsterdamu, Rzymu, San Francisco, Paryża, Zurychu, Manchesteru i Londynu. W 1979 linie nabyły pierwszego Boeinga 747-200 i wystąpiły o rozpoczęcie lotów do Londynu. 
15 maja 1986 spółka zadebiutowała na giełdzie w Hongkongu.

### Lata 90.
W styczniu 1990 Cathay Pacific i spółka Swire Pacific nabyły 89% udziałów linii Dragonair i 75% w Air Hongkong
W przeciągu dekady Cathay Pacific dokonały wymiany floty na kwotę 9 mld USD.
W 1997 Hongkong powrócił do Chin, co skutkowało zmianą początkowych liter numerów rejestracyjnych wszystkich maszyn Cathay Pacific z „VR” (UK) na „B” (Chiny i Tajwan).
W 1999 przewoźnik założył sojusz Oneworld wraz z liniami: American Airlines, British Airways, Canadian Airlines oraz Qantas.

## Flota
Według stanu na styczeń 2025 flota Cathay Pacific składała się ze 180 samolotów, w tym 20 dedykowanych do transportu cargo, o średnim wieku 11,8 lat:

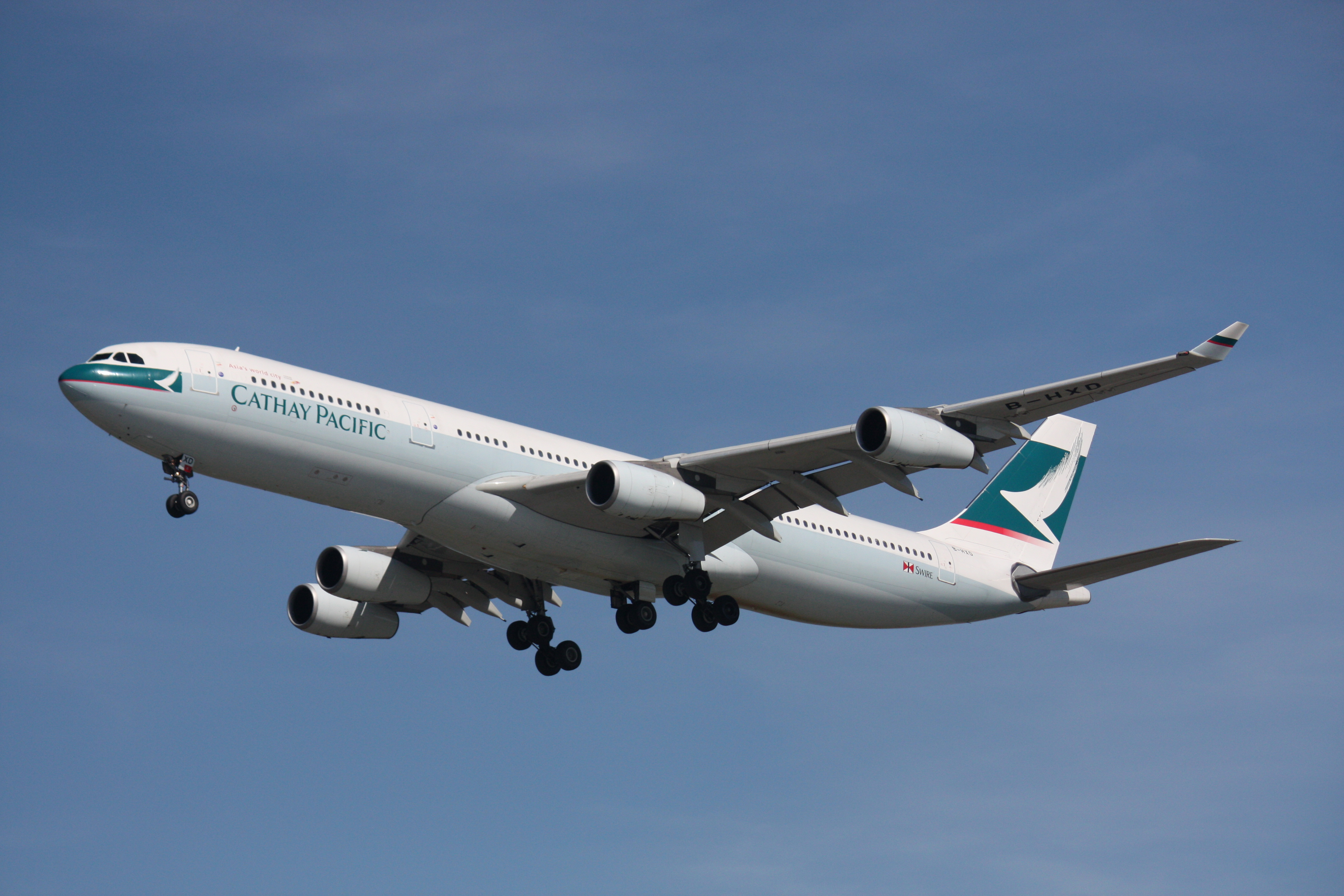
Airbus A340-313 w barwach Cathay Pacific

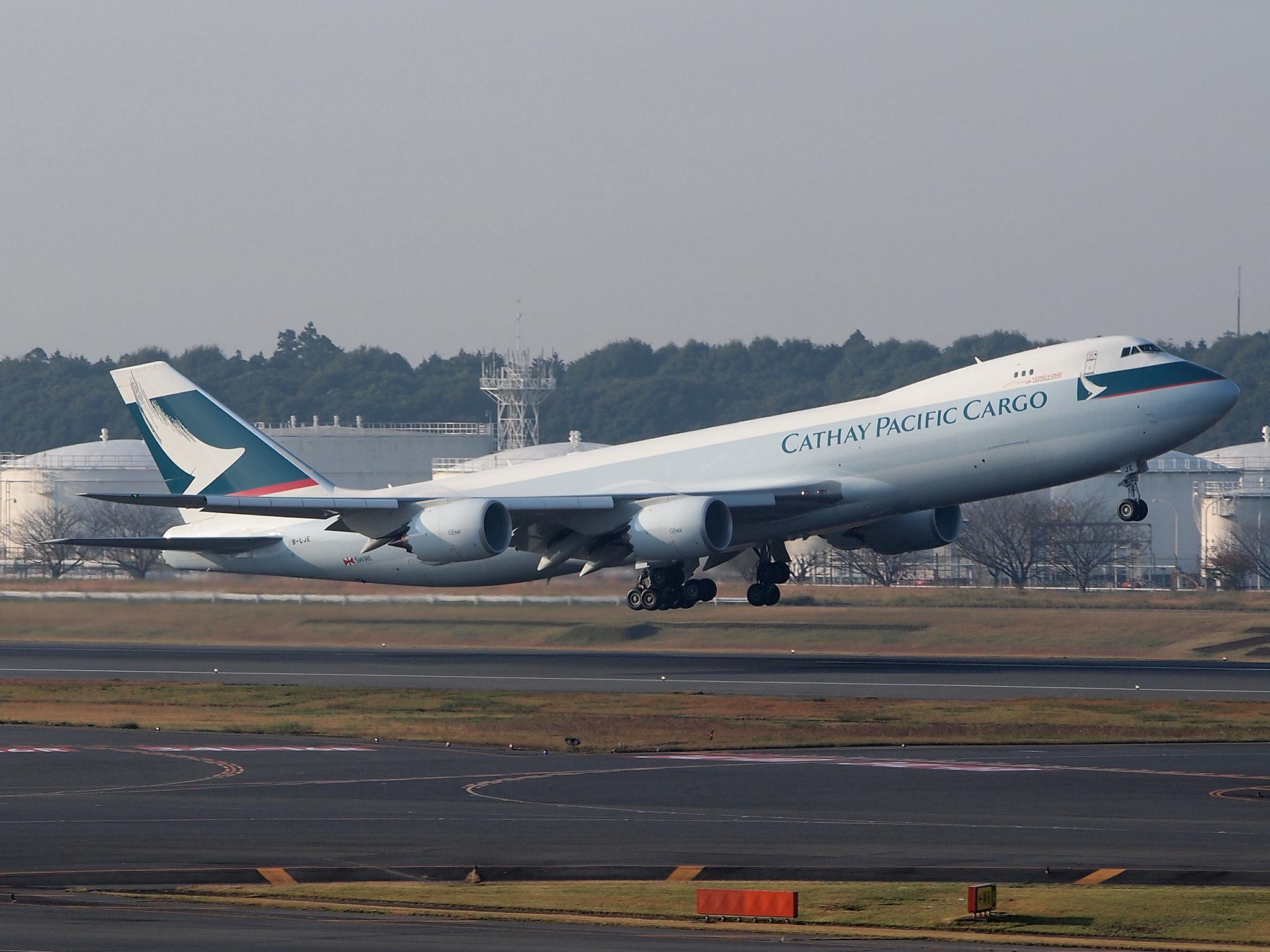
Boeing 747-867F w barwach Cathay Pacific Cargo

| Samolot           | Samolot | Samolot   | Liczba miejsc | Liczba miejsc | Liczba miejsc | Liczba miejsc | Liczba miejsc | Uwagi                                     |
| Model             | Aktywne | Zamówione | F             | B             | P             | E             | Łącznie       | Uwagi                                     |
| ----------------- | ------- | --------- | ------------- | ------------- | ------------- | ------------- | ------------- | ----------------------------------------- |
| Airbus A321neo    | 16      | 24        | -             | 12            | -             | 190           | 202           | Dostawa planowana do 2029                 |
| Airbus A330-300   | 43      | -         | -             | 39            | 21            | 191           | 251           |                                           |
| Airbus A330-300   | 43      | -         | -             | 39            | -             | 223           | 262           |                                           |
| Airbus A330-300   | 43      | -         | 8             | 42            | -             | 230           | 280           |                                           |
| Airbus A330-300   | 43      | -         | -             | 28            | -             | 265           | 293           |                                           |
| Airbus A330-300   | 43      | -         | -             | 42            | -             | 265           | 307           | Konfiguracja dedykowana lotom regionalnym |
| Airbus A330-300   | 43      | -         | -             | 24            | -             | 293           | 317           | Konfiguracja dedykowana lotom regionalnym |
| Airbus A330-900   | -       | 30        |               |               |               |               |               | Dostawa planowana w latach 2028-2031      |
| Airbus A350-900   | 30      | -         | -             | 38            | 28            | 214           | 280           |                                           |
| Airbus A350-1000  | 18      | -         | -             | 46            | 32            | 256           | 334           |                                           |
| Boeing 777-300    | 17      | -         | -             | 42            | -             | 396           | 438           |                                           |
| Boeing 777-300ER  | 36      | -         | 6             | 53            | 34            | 201           | 294           |                                           |
| Boeing 777-300ER  | 36      | -         | -             | 40            | 32            | 296           | 368           |                                           |
| Boeing 777-300ER  | 36      | -         | -             | 45            | 48            | 268           | 361           |                                           |
| Boeing 777-9      | -       | 21        |               |               |               |               |               | Dostawa planowana od 2026                 |
| Cathay Cargo      |         |           |               |               |               |               |               |                                           |
| Boeing 747-400ERF | 6       | -         |               |               |               |               |               |                                           |
| Boeing 747-8F     | 14      | -         |               |               |               |               |               |                                           |
| Łącznie           | 180     | 75        |               |               |               |               |               |                                           |

## Porty docelowe
pasażerskie

 cargo

### Afryka
| Państwo           | Miasto       | Port lotniczy              |  |
| ----------------- | ------------ | -------------------------- |  |
| Południowa Afryka | Johannesburg | Port lotniczy Johannesburg |  |

### Azja
| Państwo                      | Miasto       | Port lotniczy                         |  |
| ---------------------------- | ------------ | ------------------------------------- |  |
| Bangladesz                   | Dhaka        | Port lotniczy Dhaka                   |  |
| Chiny                        | Pekin        | Port lotniczy Pekin                   |  |
| Chiny                        | Szanghaj     | Port lotniczy Szanghaj-Pudong         |  |
| Chiny                        | Xiamen       | Port lotniczy Xiamen-Gaoqi            |  |
| Hongkong                     | Hongkong     | Port lotniczy Hongkong                |  |
| Indie                        | Ćennaj       | Port lotniczy Ćennaj                  |  |
| Indie                        | Delhi        | Port lotniczy Indira Gandhi           |  |
| Indie                        | Mumbaj       | Port lotniczy Chhatrapati Shivaji     |  |
| Japonia                      | Fukuoka      | Port lotniczy Fukuoka                 |  |
| Japonia                      | Nagoja       | Port lotniczy Chūbu (Nagoja)          |  |
| Japonia                      | Osaka        | Port lotniczy Kansai                  |  |
| Japonia                      | Sapporo      | Port lotniczy Sapporo-Chitose         |  |
| Japonia                      | Tokio        | Port lotniczy Tokio-Haneda            |  |
| Japonia                      | Tokio        | Port lotniczy Narita                  |  |
| Korea Południowa             | Inczon       | Port lotniczy Seul-Inczon             |  |
| Pakistan                     | Karaczi      | Port lotniczy Karaczi                 |  |
| Sri Lanka                    | Kolombo      | Port lotniczy Kolombo                 |  |
| Tajwan                       | Tajpej       | Port lotniczy Tajpej-Taiwan Taoyuan   |  |
| Indonezja                    | Denpasar     | Port lotniczy Denpasar                |  |
| Indonezja                    | Dżakarta     | Port lotniczy Dżakarta-Soekarno-Hatta |  |
| Indonezja                    | Surabaja     | Port lotniczy Surabaja-Juanda         |  |
| Malezja                      | Kuala Lumpur | Port lotniczy Kuala Lumpur            |  |
| Malezja                      | Penang       | Port lotniczy Penang                  |  |
| Filipiny                     | Cebu City    | Port lotniczy Mactan-Cebu             |  |
| Filipiny                     | Manila       | Port lotniczy Manila                  |  |
| Singapur                     | Singapur     | Port lotniczy Singapur-Changi         |  |
| Tajlandia                    | Bangkok      | Port lotniczy Bangkok-Suvarnabhumi    |  |
| Wietnam                      | Hanoi        | Port lotniczy Hanoi                   |  |
| Wietnam                      | Ho Chi Minh  | Port lotniczy Tân Sơn Nhất            |  |
| Bahrajn                      | Al-Muharrak  | Port lotniczy Bahrajn                 |  |
| Arabia Saudyjska             | Dżudda       | Port lotniczy Dżudda                  |  |
| Arabia Saudyjska             | Rijad        | Port lotniczy Rijad                   |  |
| Zjednoczone Emiraty Arabskie | Dubaj        | Port lotniczy Dubaj                   |  |

### Europa
| Państwo         | Miasto     | Port lotniczy                                |  |
| --------------- | ---------- | -------------------------------------------- |  |
| Belgia          | Bruksela   | Port lotniczy Bruksela                       |  |
| Francja         | Paryż      | Port lotniczy Paryż-Roissy-Charles de Gaulle |  |
| Niemcy          | Frankfurt  | Port lotniczy Frankfurt                      |  |
| Włochy          | Mediolan   | Port lotniczy Mediolan-Malpensa              |  |
| Włochy          | Rzym       | Port lotniczy Rzym-Fiumicino                 |  |
| Holandia        | Amsterdam  | Port lotniczy Amsterdam-Schiphol             |  |
| Szwecja         | Sztokholm  | Port lotniczy Sztokholm-Arlanda              |  |
| Wielka Brytania | Londyn     | Port lotniczy Londyn-Heathrow                |  |
| Wielka Brytania | Manchester | Port lotniczy Manchester                     |  |

### Ameryka Północna
| Państwo           | Miasto        | Port lotniczy                              |  |
| ----------------- | ------------- | ------------------------------------------ |  |
| Kanada            | Toronto       | Port lotniczy Toronto-Lester B. Pearson    |  |
| Kanada            | Vancouver     | Port lotniczy Vancouver                    |  |
| Stany Zjednoczone | Atlanta       | Port lotniczy Atlanta - Hartsfield-Jackson |  |
| Stany Zjednoczone | Chicago       | Port lotniczy Chicago-O’Hare               |  |
| Stany Zjednoczone | Dallas        | Port lotniczy Dallas-Fort Worth            |  |
| Stany Zjednoczone | Houston       | Port lotniczy Houston-George Bush          |  |
| Stany Zjednoczone | Los Angeles   | Port lotniczy Los Angeles                  |  |
| Stany Zjednoczone | Miami         | Port lotniczy Miami                        |  |
| Stany Zjednoczone | Nowy Jork     | Port lotniczy Nowy Jork-JFK                |  |
| Stany Zjednoczone | San Francisco | Port lotniczy San Francisco                |  |

### Australia i Oceania
| Państwo       | Miasto       | Port lotniczy              |  |
| ------------- | ------------ | -------------------------- |  |
| Australia     | Brisbane     | Port lotniczy Brisbane     |  |
| Australia     | Cairns       | Port lotniczy Cairns       |  |
| Australia     | Melbourne    | Port lotniczy Melbourne    |  |
| Australia     | Perth        | Port lotniczy Perth        |  |
| Australia     | Sydney       | Port lotniczy Sydney       |  |
| Nowa Zelandia | Auckland     | Port lotniczy Auckland     |  |
| Nowa Zelandia | Christchurch | Port lotniczy Christchurch |  |

## Linie partnerskie
W ramach sojuszu Oneworld:
- American Airlines
- British Airways
- Finnair
- Iberia
- Japan Airlines
- Malev Hungarian
- Mexicana
- LAN Airlines
- Royal Jordanian
- Qantas Airways

Pozostałe:
- Air China
- Air Pacific
- Malaysia Airlines
- Philippine Airlines
- Vietnam Airlines
- Comair
- Dragonair[14]

## Katastrofy i wypadki
- 16 lipca 1948 samolot Consolidated PBY Catalina (VR-HDT) został porwany podczas lotu z Makau do Hongkongu. Było to pierwsze porwanie samolotu pasażerskiego w historii. Ostatecznie maszyna spadła do Pacyfiku w delcie Rzeki Perłowej w pobliżu miasta Zhuhai, zabijając 26 pasażerów i członków załogi. Jedyną osobą, która przetrwała katastrofę, był porywacz[15].

- 24 lutego 1949 roku maszyna Douglas DC-3 (VR-HDG) lecąca z Manili do Hongkongu rozbiła się podczas odejścia na drugi krąg, po nieudanym lądowaniu. Panowały bardzo złe warunki pogodowe i widoczność była znacznie ograniczona. Wszyscy pasażerowie i członkowie załogi zginęli. Łącznie 23 osoby[16].

- 23 lipca 1956 roku Douglas DC-4 (VR HEU) lecący z Bangkoku do Hongkongu został omyłkowo zestrzelony przez Chińską Armię Ludowo-Wyzwoleńczą na Morzu Południowochińskim w pobliżu miasta Hajnan. W wyniku zestrzelenia zginęło 10 osób, a 8 przeżyło[17].

- 5 listopada 1967 samolot Convair 880 (VR-HFX) lecący z Hongkongu do Sajgonu wypadł z pasa startowego na lotnisku w Hongkongu. Jedna osoba zginęła.

- 15 czerwca 1972 w samolocie Convair 880 (VR-HFZ) z Bangkoku do Hongkongu, wybuchła bomba umieszczona w walizce pod siedzeniem. Maszyna znajdowała się na wysokości 8 800 m, nad miejscowością Pleiku w Wietnamie. Zginęło 81 osób, wszyscy znajdujący się na pokładzie[18].